# Státní znak Itálie
Státní znak Itálie (italsky Stemma della Repubblica Italiana) byl oficiálně přijat 5. května 1948. Heraldicky se nejedná o znak, ale o emblém, protože nebyl navržen v souladu s tradičními heraldickými pravidly. Znak tvoří červeně lemovaná bílá pěticípá hvězda položená do středu šedého ozubeného kola. Po stranách jsou olivová a dubová ratolest. Ty jsou dole převázány červenou stuhou nesoucí nápis REPVBBLICA ITALIANA (česky Italská republika).
Hvězda symbolizuje republiku, ozubené kolo heslo z ústavy „Itálie je demokratická republika, založená na práci“. Olivová větévka představuje touhu po míru a harmonii. Dubová větévka symbolizuje sílu a důstojnost italského lidu. Dub i olivovník jsou typické stromy italské krajiny.

## Historie

Současný znak italského námořnictva používaný na námořních vlajkách

Dne 4. května 1870, devět let po sjednocení Itálie (1861), byl vydán dekret jímž byl vytvořen státní znak Italského království. Tento znak tvořil štít (bílý kříž v červeném poli, znak dynastie Savojských), jenž byl nově určen jako znak celé Itálie, štít podpírali 2 zpět hledící lvi. Kolem štítu byly obtočené tyto řády (pořadí: 3 pod štítem, 1 pod nimi a 1 pod těmi 4) Vojenský Savojský řád, Civilní Savojský řád, Řád italské koruny, Řád sv. Mauricia a sv. Lazara a Nejvyšší řád zvěstování nanebevzetí Panny Marie (motto řádu FERT). Lvi drželi kopí se státní vlajkou. Tento znak byl položen na purpurový královský plášť, jenž vycházel z turnajské helmy na níž byla královská koruna (heraldický model). Tento celý znak byl položen na bledě modro-zlatý stan (pavilon) na jehož vrcholu byla tzv. Stellone d'Italia, hvězda, jež měla ochránit italský národ.
Po dvaceti letech od zavedení původního znaku byl 1. ledna 1890 znak pozměněn. Znak dostal více formu více podobnou znakům jiných států. Zmizela kopí s vlajkou, již nesli lvi. Byl odstraněn plášť a stan se změnil na červený, na jehož vrcholu se přesunula královská koruna. Turnajská přilba se přesunula nad štít a nad korunou byl klenot v podobě lva na jehož krku tj. mezi přilbou a klenotem se objevila železná koruna. Kolem štítu byl nyní ovinut pouze Nejvyšší řád zvěstování nanebevzetí Panny Marie. Znak v této podobě zůstal používán 56 let až do ustanovení Italské republiky, kromě období vlády fašismu, kdy byl modifikován viz níže.
Znak byl modifikován během vlády fašistů a používán s fašistickými symboly v letech 1929–1944. těmi fašistickými symboly byly především tzv. fasces (což jsou svazky, původně totiž označovalo jilmové pruty svázané červenou páskou s vyčnívající vetknutou sekyrou – symboly fašismu) tyto fasces nahradily lvy v pozici štítonošů.
Předchozí verze znaku byla krátce obnovena v letech 1944–1946, dokud se znakem nového Italské republiky nestal současný znak jenž byl ovšem oficiálně přijat až 5. května 1948.

Vlajka italského prezidenta (obsahující barevně upravený znak Itálie)
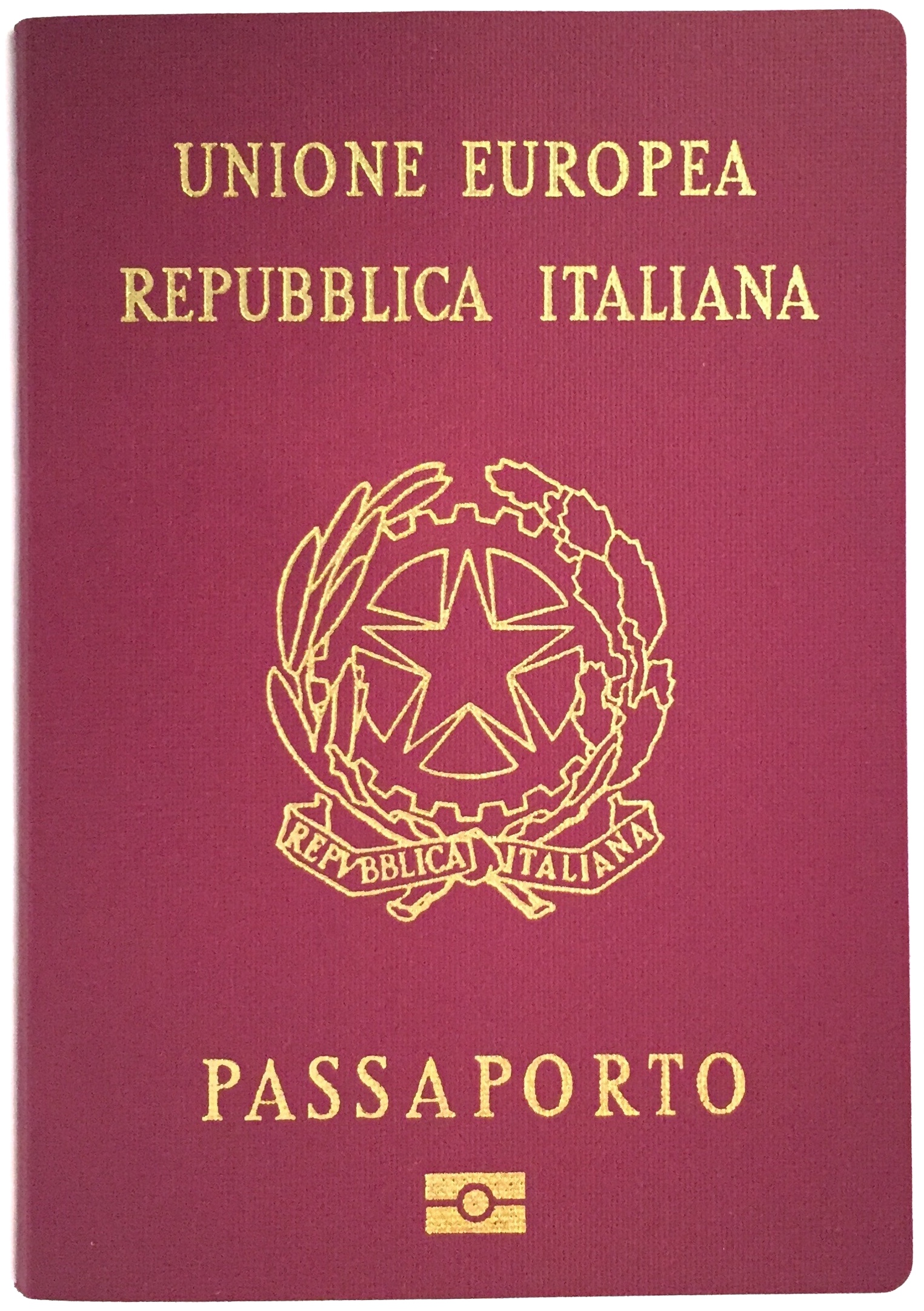
Současný státní znak na italském cestovním pasu
Velký státní znak Italského království (1870–1890)
Velký státní znak Italského království (1870-1946)
Malý státní znak Italského království (1861-1870)
Malý státní znak Italského království (1870–1946)
Znak užívaný italskými fašisty (1929–1944)
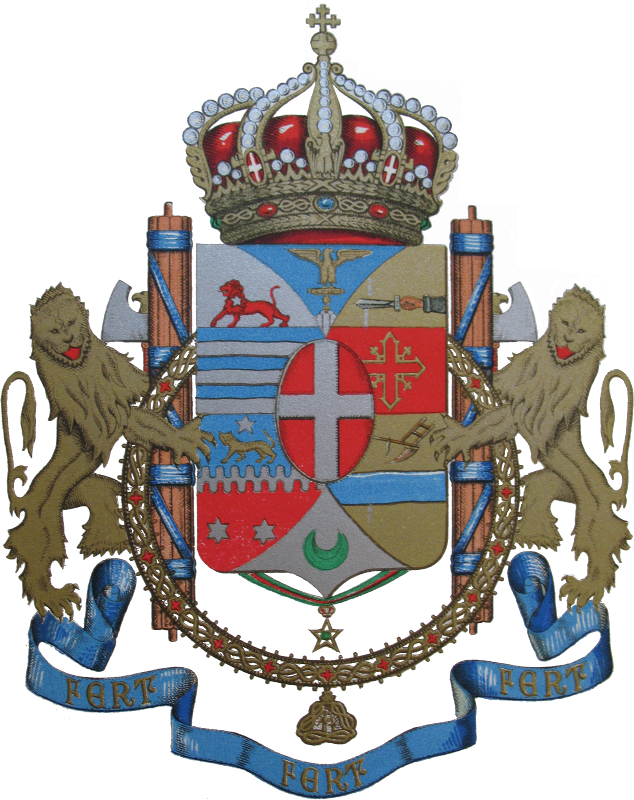
Znak kolonie Italské východní afriky (1936–1941)
Znak Italské sociální republiky (1943–1945)